# 柿崎憲家
柿崎憲家（1576年—1633年），是日本戰國時代和江戶時代初期上杉氏的武將。又名千熊丸、彌次郎。官至能登守。越後國武將柿崎晴家之子、猛將柿崎景家之孫。天正六年（1578年）的御館之亂選擇支持上杉景勝而得以使柿崎氏再興。 
依照《文祿三年定納員數目錄》的記載，他的俸祿為知行二千八百六十一石。慶長二年（1597年）時因故被改封，寬永元年（1624年）在上杉定勝主政的時代被任予"侍組"。